# Мария Якоба Баденская
Мария Якоба Баденская (нем. Maria Jakobäa von Baden; 25 июня 1507, Баден-Баден — 16 ноября 1580, Мюнхен) — дочь маркграфа баденского Филиппа I из рода Церингенов, в замужестве — герцогиня Баварская.

## Биография
Мария Якоба фон Церинген родилась 25 июня 1507 года. Точное место её рождения неизвестно. Она была дочерью маркграфа Филиппа I Баденского и Елизаветы Пфальцской, дочери курфюрста Филиппа Пфальцского и Маргариты Баварско-Ландсхутской.
5 октября 1522 года в Мюнхене Мария Якоба вышла замуж за герцога Вильгельма IV Баварского, сына Альберта IV Баварского и эрцгерцогини Кунегунды Австрийской. Об этой свадьбе свидетельствует арка 1523 года во дворе замка Бургхаузен, украшенная гербами Баварского и Баденского домов. Брак оказался счастливым и в нём родилось четверо детей.
Мария Якоба Баденская умерла 16 ноября 1580 года в Мюнхене.

## Семья
В семье Марии Якобы Баденской и Вильгельма IV Баварского родились три сына и дочь.
- Теодор фон Виттельсбах (1526—1534);
- Альберт V фон Виттельсбах (1528—1579), герцог Баварский, женился на Анне Австрийской;
- Вильгельм фон Виттельсбах (1529—1530);
- Матильда фон Виттельсбах (1532—1565), вышла замуж за маркграфа Филиберта Баденского.